# 후 박사와 달렉
후 박사와 달렉 (Dr. Who and the Daleks)은 고든 플레밍이 감독하고 밀턴 서보츠키가 각본을 맡은 1965년 영국의 SF 영화이다. 영국 BBC의 SF 드라마 닥터 후를 원작으로 한 두 편의 극장판 영화 중 첫번째 작품이며, 후속작으로 <서기 2150년 달렉의 지구 침공> (1966년)이 제작되었다. 주인공 후 박사 역에 피터 쿠싱, 수잔 역에 로버타 토비, 바버라 역에 제니 린든, 이언 역에 로이 캐슬이 출연하였다.
원작 닥터 후의 한 에피소드로 방영된 <The Daleks>의 이야기를 영화화한 것으로, 테크니컬러로 촬영되었으며 컬러판과 와이드스크린 형식으로 제작된 최초의 닥터 후 관련 영상작품이기도 하다. TV 드라마와는 전혀 이어지지 않는 개별적인 설정과 이야기로 기획되었으나, 작중 여러 등장인물의 이름이나 달렉 종족, 폴리스 박스 형태의 타임머신처럼 원작에서 따온 요소가 다수 등장한다.

## 줄거리
후 박사는 시공간을 여행할 수 있는 최신 발명품 타디스를 손녀 수잔과 바바라, 그리고 바바라의 남자 친구 이언에게 소개한다. 네 사람은 타디스를 작동시켰다가 우연히 머나먼 미지의 행성에 다다르게 된다.
행성을 살펴보던 네 사람은 먼 곳에 있는 도시를 발견한다. 그리고 약물이 담긴 자그마한 용기를 발견하고 타디스로 가져간다. 이곳을 더 자세히 조사해 보고 싶었던 후 박사는 타디스의 필수 구성요소인 '유체 링크'가 누출되었다며 이것을 채우기 위해선 수은이 필요한데 도시로 가야 하지 않겠느냐고 세 사람을 설득한다. 도시에 도착한 박사 일행은 자신들을 '달렉'이라 부르는 사이보그 생명체들에게 붙잡힌다. 달렉들은 조사를 위해 유체 링크를 앗아 간다. 그런 다음 후 박사는 자신들이 방사선 질환에 걸렸으며 이전에 발견한 약물만이 목숨을 건질 수 있는 유일한 희망일 수도 있음을 깨닫는다.
달렉들은 박사 일행을 은밀하게 감시하는 한편, 본인들이 곤경에 처했다고 털어놓는다. 달렉들은 방사선 때문에 금속 케이스를 겉에 둘렀다면서 그 상태로도 바깥에 오래 있지 못하고 도시 안에만 갇혀 있는 상황이라 밝힌다. 달렉들은 다른 모든 생명체를 파괴하고 행성을 독차지하기 위해 이곳을 떠나기를 바라고 있었다. 이후 박사 일행이 약물에 대해 이야기하는 것을 엿들은 달렉들은 당신들이 발견했다는 약물을 가져오면 스스로도 치료할 수 있게 해 주겠다고 제안한다. 네 사람 가운데 약물을 가져올 만큼 기력이 남아 있었던 유일한 인간은 수잔뿐이었다.
타디스에 도착한 수잔은 약물을 손에 넣고 돌아가려다 인간과 마주한다. 그는 탈족 (Thal)의 우두머리인 알리돈 (Alydon)으로, 탈족은 수 세기 전에 이곳에서 달렉과 핵전쟁에 나섰던 종족이었다. 알리돈은 달렉이 약속을 어긴다면 이것이라도 쓰라며 방사능 면역 약물이 담긴 또 하나의 용기를 건넨다.
도시로 돌아온 수잔을 검문하던 달렉은 두번째 약물을 발견하지만 인간들이 치료할 때 쓰도록 허락한다. 수잔은 알리돈이 전하기를, 농사를 망친 탈족이 자신들의 방사능 면역 약물을 식량과 교환하고 싶어 달렉 도시에 오고 있다고 박사 일행에게 말한다. 이 대화를 다시 우연히 듣게 된 달렉들은 이제 약물 샘플을 얻었으니 탈족은 필요치 않다는 결론을 내린다. 그리고서 탈족에게 우정의 증표로 도시에 수집할 만한 식량을 배치해 두겠다는 내용의 편지를 수잔에게 쓰도록 시킨다. 수잔이 편지를 다 쓰자, 달렉들은 탈족이 모습을 보이는 즉시 전부 말살할 계획이라고 밝힌다.
달렉 한 마리가 감방에 들어가자 박사 일행은 달렉에게 달려들어 무력화시킨다. 자유의 몸이 된 박사 일행은 도시로 들어오는 탈족에게 경고를 전하고, 그들과 함께 정글로 탈출한다. 이후 달렉들은 탈족의 방사능 면역 약물의 테스트에 들어가지만, 파멸적인 부작용을 일으킨다는 사실을 발견한다. 좌절한 달렉들은 행성 전체의 방사능 수치를 높여 탈족조차 생존할 수 없도록 중성자탄을 터뜨리기로 결정한다.
탈족의 본진으로 돌아온 후 박사는 달렉이 여전히 유체 링크를 갖고 있어 행성에 갇혀 있는 상태이므로, 복구를 위해서는 탈족의 도움이 필요하다는 점을 깨닫는다. 후 박사는 알리돈에게 탈족을 구하려면 달렉과 싸울 것을 촉구하지만, 알리돈은 탈족은 이제 평화로운 종족으로 남을 것이라며 거절한다. 이에 후 박사는 이언을 시켜 탈족 여자를 한 명 붙잡고, 압수된 부품을 대가로 달렉에게 데려가자는 흉내를 낸다. 경악한 알리돈은 이언에게 달려드는데, 그 순간 탈족은 자신들이 소중히 여기는 것을 위해서라면 싸울 수 있다는 것을 깨닫는다. 알리돈과 후 박사, 수잔은 탈족을 이끌고 도시를 공격에 나서지만, 달렉들이 반격에 나서 탈족을 격퇴하고 후 박사와 수잔은 다시 붙잡힌 신세가 된다.
한편 이언과 바바라, 소수의 탈 족은 후방으로부터 달렉 도시에 침투한다. 안으로 들어간 이언 일행은 나머지 탈족들과 만나는데 이들은 후 박사와 수잔을 구하기 위해 정면 공격에 나선다. 탈 족과 인간들은 달렉의 제어실로 들어가 폭탄의 카운트다운을 맞춰둔 것을 발견한다. 계속되는 싸움 와중에 달렉들이 주 제어판을 실수로 파괴, 전력이 차단되고 만다. 이에 모든 달렉들이 죽음을 맞이하고, 폭탄 카운트다운도 중단된다.
정글로 돌아와 타디스의 유체 링크를 복구시킨 박사 일행은 집으로 돌아가러 나선다. 하지만 문을 열어보니 고대 로마의 군단병들이 쫒아오는 곳에 잘못 도착해 버린다.

## 캐스팅
- 피터 쿠싱 - 후 박사 역
- 로이 캐슬 - 이언 체스터턴
- 제니 린든 - 바바라
- 로버타 토비 - 수잔
- 배리 잉햄 - 알리돈
- 마이클 콜스 - 가나투스
- 이본 앤트로버스 - 디오니
- 제프리 툰 - 테모수스
- 존 브라운 - 안토두스
- 마크 피터슨 - 엘리온
- 켄 개러디, 니컬라스 헤드, 마이클 레넉스, 잭 워터스, 버지니아 타일러, 제인 럼, 브루스 웰스, 마틴 그레이스, 섀런 영, 게리 와일러 - 탈족 (크레딧 미표기)
- 미셸 스콧 - 탈족 아이 (크레딧 미표기)
- 브루노 카스타뇰리, 마이클 딜리언, 브라이언 핸즈, 로버트 주얼, 케빈 맨서, 에릭 매케이, 렌 손더스, 제럴드 테일러 - 달렉 배우
- 데이비드 그레이엄, 피터 호킨스 - 달렉 성우 (크레딧 미표기)

## 제작
이 영화의 제작은 애미커스 프로덕션 (Amicus Prodctions) 사에서 진행하였다. 애미커스 사는 드라마를 방영한 BBC와 달렉 관련 에피소드의 각본을 맡은 테리 네이션 측에 영화판 1편과 속편 2편의 제작권리를 500파운드에 계약하였다. 영화의 본 촬영은 1965년 4월 영국 셰퍼턴 스튜디오에서 총 6주 동안 진행하였다. 제작비는 총 £180,000에 달하며, 2020년 기준 £3,563,087에 해당된다 (한화 약 58억 3100만원).
이번 영화에 등장하는 달렉은 원작으로부터 약간의 디자인 수정이 이뤄졌다. TV판에 등장하는 모습보다 더 큰 베이스에 돔형 조명을 달고 있어 더욱 인상적인 모습을 갖추었으며, 달렉의 팔에 해당되는 뚫어뻥 대신 두 가락짜리 집게손이 장착된 달렉도 출연하였다. 또한 컬러판으로 제작되는 만큼 달렉의 두 우두머리는 각각 검은색과 빨간색으로 칠해지는 등, 더 다채로운 색상으로 꾸며졌다. 달렉의 무기도 원래는 화염방사기를 달 계획이었으나 부상이나 사고 위험이 발생할 수 있다는 점, 어린 관객들에게는 너무 공포스러울 가능성이 있다는 점을 감안하여 무산되었다. 대신 내부에 장착된 소화기를 통해 이산화탄소 가스를 내뿜는 무기로 대체되었다.
1976년 배우 배리 잉햄은 호주의 닥터후 전문지 <제린자>와의 인터뷰에서 당시 영화 제작에 관한 인터뷰를 진행한 바 있다. 1995년에는 달렉이 등장하는 영화 두 편에 관한 다큐멘터리, <달렉마니아>가 비디오로 출시되어, 당시 제작이나 스핀오프, 홍보에 관한 상세한 정보가 알려지게 되었다. 이 작품은 이후 영화의 DVD, 블루레이 출시와 함께 부가 영상으로 많이 수록되는 편이다.
작중 무대가 된 행성의 이름은 영화 내에서는 따로 언급되지는 않지만, 속편 <서기 2150년 달렉의 지구 침공>에서는 모든 설정이 TV 드라마판과 동일하게 따라가므로 본 작품의 무대 역시 원작에 등장하는 달렉들의 행성, 스카로인 것으로 보인다.

## 개봉과 홍보
1965년 8월 23일 영국 런던에서 시사회가 열렸다. 1965년 당해 영국 박스오피스 수익 20위를 기록하였으며, 미국에서도 개봉되었으나 닥터후라는 원작 TV 드라마와 달렉이 잘 알려지지 않았기에 별다른 성적을 거두진 못했다.
당시 영화 홍보의 일환으로 1965년 칸 영화제에서 수많은 달렉 모형이 전시되었다. 이밖에도 영화가 개봉되는 여러 지역에 달렉 모형이 전달되었으며 호주 시드니의 영화관에서도 전시가 이뤄졌다. 같은 해 수비니어 프레스 (Souvenir Press)는 어린이를 위한 색칠공부 책을 출시하였는데, 앞면과 뒷면 표지에 영화의 컬러 사진 삽화가 포함되어 있다.

## 평가
평론가들의 반응은 부정적인 편이다. 1977년 발행된 <할리웰의 영화 가이드> (Halliwell's Film Guide)에서는 본 작품에 대해 "구성이 단순하며 관대한 어린이만을 위한 것"이라고 소개했다. 1995년에 나온 <Science Fiction: The Illustrated Encyclopedia>라는 책에서 저자 존 클루트는 이 영화에 대해 별점 3점 만점에 1점을 주면서 "많은 사람들이 TV 시리즈가 다시 돌아오기를 원하지만, 오래 전에 사라진 영화를 애도하는 사람은 거의 없다"고 평했다. 영국의 라디오 타임스는 5점 만점에 3점을 매기며 조금 더 긍정적인 반응을 보였으며 다음과 같은 평을 남겼다. "명작 드라마와 차별될 만한 통렬함이나 창의성이 부족하고, 희미한 시나리오에 유머를 섣불리 집어놓고 있으며, 그야말로 '분홍색 플라스틱 시트지를 활용하는 101가지 방법'을 보는 듯한 싸구려 미술 컨셉까지. 그러나 단점이 많긴 해도 초보 팬과 열성 팬 모두에게 여전히 재미있는 놀이기구다."
2013년 가디언지의 스튜어트 헤리티지는 "(후 박사 역의) 쿠싱은 최선을 다했지만 제 역할을 발휘할 기회가 많지는 않았다"고 평가했다. 달렉에 대해선 "여기선 무의미하게 이빨 빠진 상태"라면서, 달렉들이 본인들의 동기를 설명하는 데 있어 대사의 양이 "엄청나게 지루하다"고 비판했다. 그리고 탈족의 묘사와 더불어, 로이 캐슬 (이언 역)의 연기에 대해서도 혹평하였다. 영국 영화 협회의 앤드루 네트는 이 영화가 "많은 팬과 비평가로부터 널리 조롱당했다"면서 "확실히 완성도가 고르진 않다. 어떤 장면들은 그래도 스릴을 느낄 수 있다. 달렉에게 마지막 승리를 거둔 것처럼, 나머지 장면들은 성급하고 납작한 느낌을 준다. 닥터의 손녀들은 대체로 일차원적이다… 영화 속에서 순수주의자들을 제일 적대하는 자는 피터 쿠싱의 후 박사다"라고 평가했다. 다만 앤드루 네트는 영화가 담고 있는 "굉장히 걸쭉한 공상과학 분위기"에 대해서는 호평하였다. "영화 내에서 가장 흥미로운 점은 외관이다... 세트장이 인상적인 부분들이 많다"면서, "달렉은 작은 스크린에 등장하는 것보다 더욱 인상적이다"라고 평가하였다.
영화의 만듦새에 대한 비판은 작품 자체의 무관심으로도 이어졌다는 평가도 존재한다. BFI는 피터 쿠싱이 닥터로 나오는 영화 두 편이 "닥터후의 전당에서 잊혀지곤 한다"라 평했다. 마찬가지로 스튜어트 헤리티지도 2013년 가디언지의 기사를 통해 "사람들은 더 이상 <후 박사와 달렉>에 대해 이야기하지 않는다"고 언급하였다. 1975년 TV 드라마의 현역 닥터 역을 맡고 있던 배우 톰 베이커도 당시 닥터후 영화판 제작설과 관련해 이 영화와 속편의 단점을 거론한 바 있다. "과거에 두 편의 닥터후 영화판이 있었는데 둘다 좀 형편없었다... TV 드라마를 넓은 스크린으로 옮기는 데에는 많은 위험이 있다. 작은 화면에서는 볼 수 있는 많은 것들이 영화관에서도 받아들여지리란 보장은 없다."

## 관련 문헌
- John Walsh (2022). Dr Who & the Daleks: The Official Story of the Films, Titan Books, isbn 978-1-80336-018-8.